# Gerald J. Toomer
Pour les articles homonymes, voir Toomer.
Gerald James Toomer (né le 23 novembre 1934) est un historien de l'astronomie et des mathématiques britannique qui a écrit de nombreux livres et articles sur l'astronomie grecque antique et médiévale islamique. Il a notamment traduit l'Almageste de Ptolémée en anglais.

## Formation et carrière
Toomer étudie dee 1945 à 1953 au Clifton College à Bristol puis étudier la philologie classique à l'Université d'Oxford, puis il est de 1955 à 1959 boursier du Corpus Christi College de l'université de Cambridge. Il a rejoint l'Université Brown en 1959 en tant qu'étudiant spécial pour étudier « l'histoire des mathématiques dans l'antiquité et la transmission de ces systèmes à travers l'arabe dans l'Europe médiévale ». Il a rejoint le département d'histoire des mathématiques en 1963, est devenu professeur agrégé en 1965 et a été président de 1980 à 1986,. 

## Travaux
Toomer a publié une traduction en anglais du De speculis causticis de Dioclès, sur les miroirs ardents, à partir de la traduction arabe de l'original en grec (1976). puis une traduction commentée en anglais l'Almageste de Ptolémée (1984).
Il a également traduit les Livres V à VII des Coniques d'Apollonius, connus seulement par leur version arabe des Banū Mūsā.
Il a édité avec Frances Benjamin le Theorica Planetarum de Campanus de Novare (1971).
Il a écrit les biographies d'Apollonius, Hipparque et Ptolémée dans le Dictionary of Scientific Biography et sur l'influence de l'astronomie babylonienne sur Hipparque. 
Son ouvrage John Selden. A life in scholarship., paru en 2009, est une biographie consacrée au juriste et humaniste anglais John Selden (1584-1654), spécialiste notamment du Britton.
Depuis 1984 il est membre de l'Académie internationale d'histoire des sciences.

## Publications
- Dioclès : On Burning Mirrors. The Arabic Translation of the Lost Greek Original. ed., avec traduction en anglais et commentaire de GJ Toomer. Springer, Berlin, Heidelberg, New York 1976 (Sources in the History of Mathematics and Physical Sciences, 1).  (ISBN 3-540-07478-3)
- (en) Gerald J. Toomer (Ed.) (trad. de l'arabe), Apollonius : Conics, books V to VII : the Arabic translation of the lost Greek original in the version of the Banū Mūsā, New York, Springer, 1990, 888 p. (ISBN 3-540-97216-1) La traduction arabe de l'original grec perdu dans la version du Banū Mūsā. En deux volumes. Ed. avec trad. et commentaire de GJ Toomer. (Sources in the History of Mathematics and Physical Sciences, 9).
- "Lost Greek mathematical works in Arabic translation" The Mathematical Intelligencer, volume 6, 1984, pages 32–38.
- Ptolemy's Almagest, traduit et annoté par GJ Toomer. Duckworth, Londres et Springer, New York 1984.  (ISBN 0-387-91220-7). Edition révisée. Univ. Pr., Princeton, 1998,  (ISBN 0-691-00260-6)    .
- Hipparque et l'astronomie babylonienne Dans: Erle Leichty, Maria de J. Ellis, Pamel Gerardi: A Scientific Humanist: Studies in Memory of Abraham Sachs. Philadelphie: Publications occasionnelles du Samuel Noah Kramer Fund, 9, 1988.
- Eastern Wisedome and Learning. The study of Arabic in 17th century England. Oxford University Press 1996.
- (en) Gerald J. Toomer, John Selden : a life in scholarship, Oxford, Oxford University Press, coll. « Oxford-Warburg Studies », 2009 (réimpr. 2011), 1re éd., 2 vol., XXI-977, 23 cm (ISBN 978-0-19-920703-9, EAN 9780199207039, OCLC 495313021, BNF 41453329, SUDOC 13640457X, présentation en ligne) :
  - (en) Gerald J. Toomer, op. cit., t. Ier, Oxford, Oxford University Press, coll. « Oxford-Warburg Studies », 2009 (réimpr. 2011), 1re éd., 1 vol., XXI p. et p. 1-431, 23 cm (ISBN 978-0-19-920701-5, EAN 9780199207015, OCLC 888604776, lire en ligne) ;
  - (en) Gerald J. Toomer, op. cit., t. II, Oxford, Oxford University Press, coll. « Oxford-Warburg Studies », 2009 (réimpr. 2011), 1re éd., 1 vol., p. 442-977, 23 cm (ISBN 978-0-19-920702-2, EAN 9780199207022, OCLC 888604777, lire en ligne).
- (en) Gerald J. Toomer, « Apollonius of Perga », dans Dictionary of Scientific Biography, vol. 1, New York, 1970 (ISBN 0-684-10114-9, lire en ligne), p. 179–193{{Article encyclopédique}} : l'usage du paramètre |périodique = Charles Scribner's Sons laisse présager

- Gerald J. Toomer : Astronomie, in Jacques Brunschwig, Geoffrey Lloyd (éds) avec la collaboration de Pierre Pellegrin, Le Savoir Grec. Dictionnaire critique, Paris, 1996.